# 粘木
粘木（学名：Ixonanthes chinensis）为古柯科粘木属下的一个种。

## 扩展阅读
- 維基物種上的相關：粘木